# Polyxo (Hyade)
Polyxo (altgriechisch Πολυξώ Polyxṓ) ist in der griechischen Mythologie eine der Hyaden. 
Nach Pherekydes hat sie sechs Schwestern: Ambrosia, Eudora, Pedile, Coronis, Phyto und Thyone. Nachdem sie Dionysos in seiner Kindheit gepflegt hatten, wurden sie gemeinsam von Zeus aus Dankbarkeit unter die Sterne versetzt, wo sie heute als der Sternhaufen der Hyaden bekannt sind. 